# Сотник, Елена Сергеевна
Еле́на Серге́евна Со́тник (укр. Олена Сергіївна Сотник; род. 21 декабря 1982 года в Киеве, УССР) — украинский юрист, политик, народный депутат Верховной Рады Украины VIII созыва от партии «Самопомощь».
Елена Сотник секретарь Комитета и глава подкомитета по вопросам адаптации украинского законодательства к законодательству Евросоюза, обеспечения его ответственности обязательствам Украины в рамках Совета Европы и оценки соответствия законопроектов международно-правовым обязательствам Украины в сфере европейской интеграции Комитета Верховной Рады Украины.

## Образование
Окончила в 2005 году Национальную академию внутренних дел Украины, получив диплом с отличием по специальности «Правоведение». В том же году окончила Академию муниципального управления, получив диплом с отличием, квалификацией «Менеджер-экономист» и дополнительной специальностью «Городское самоуправление». В 2011 — 2012 годах училась в Украинской школе политических исследований (проект Совета Европы на Украине). В 2012 году окончила Национальный педагогический университет имени М. П. Драгоманова по специальности «Психология».

## Карьера
- 1999 — 2001 - внештатный корреспондент газеты «Факты и комментарии», отдел социальной политики и образования.
- 2004 - главный юрисконсульт предприятия «Свема» в Шостке (Сумская область).
- 2005 - руководитель юридического отдела на предприятии ПК СП «СД ЛТД».
- 2006 - исполнительный директор адвокатской группы «Сладко и Партнёры».
- С 31 мая 2007 года имеет право на занятие адвокатской деятельностью (свидетельство № 2945).
- С 2008 - партнёр адвокатской группы «Сладко и Партнёры».
- C 2009 - обладатель лицензии арбитражного руководителя.
- С 2014 - народный депутат Украины.

## Гражданская деятельность
- 2009 — 2012 - координатор социальных проектов в рамках программы «Территория детства» по вопросам защиты и восстановления прав выпускников детских домов и интернатов.
- 2010 — 2012 - руководитель Киевского отделения Ассоциации юристов Украины, реализатор благотворительных проектов «Твоё право» и «Формирование правовой грамотности» для детей, оставшихся без родительской опеки.
- 2011 - член Экспертного совета при Комитете Верховной Рады Украины по вопросам промышленной политики и предпринимательства.
- 2011 и 2013 - член состава правления Ассоциации юристов Украины.
- 2012 - координатор проекта «Путеводитель взрослой жизни» по основным правам и гарантиям для выпускников детских домов и интернатов.
- С 2012 - член Международной ассоциации юристов.
- С 2013 - член Гражданского совета Государственной службы финансового мониторинга Украины.
- 2013 - основатель общественной организации «Бизнес-ангелы» с целью организации образовательных и просветительских программ для детей и молодёжи.
- 2013 — 2014 - член Координационного совета Ассоциации выпускников «Аспен-Украина».
- Октябрь 2013 - член Совета адвокатов Киева.
- Декабрь 2013 - участница Центра бесплатной правовой помощи для пострадавших на Евромайдане в Киеве.
- 2014 - член группы адвокатов по защиту прав и интересов членов семей «Небесной сотни».
- 2016 - сооснователь проекта социальной активизации молодёжи.
- Эксперт «Реанимационного пакета реформ[укр.]»[2].

## Парламентская деятельность
На парламентских выборах 2014 года была выдвинута под 10-м номером от партии «Самопомощь». Занимает следующие посты:
- Член Исполнительного комитета Национальной парламентской группы в Межпарламентском Союзе.
- Член Украинской части Парламентского комитета ассоциации.
- Член Постоянной делегации в Парламентской ассамблее Совета Европы.
- Руководитель группы по межпарламентским связям с Бельгией.
- Член группы по межпарламентским связям с США.
- Член группы по межпарламентским связям с Канадой.
- Член группы по межпарламентским связям с Францией.
- Член группы по межпарламентским связям с Германией.
- Член группы по межпарламентским связям с Великобританией.
- Член группы по межпарламентским связям с Швейцарией.

## Иные достижения
С 2016 года — участница проекта «Модельный округ», цель которого — содействие становлению Верховной Рады Украины. В феврале 2019 года стала первой украинской женщиной-стипендиатом программы Йельского университета (одна из 16 стипендиатов программы «World Fellows» в США.

## Семья
Бывший муж — бизнесмен Анатолий Амелин (род. 1977); как и Елена, он в 2012 году окончил Украинскую школу политических исследований и входил в состав Координационного совета Ассоциации выпускников «Аспен-Украина». А. И. Амелин является одним из основателей Украинского института будущего (англ. Ukrainian Institute for the Future), позиционирующего себя в качестве независимого аналитического центра.